# Turisas
Turisas is een Finse symfonische-folkmetalband uit Hämeenlinna, gevormd in 1997. De thema's van hun teksten richten zich vooral op oorlogen, slagvelden en verhalen uit de Finse geschiedenis en mythologie. De band word gekenmerkt door hun rood-zwarte corpse-paint.

## Geschiedenis

### Oprichting (1997-2003)
Turisas werd in 1997 opgericht als Köyliö, genoemd naar een voormalig dorpje in Finland. Volgens legende zou een man genaamd Lalli er Bisschop Henrik vermoord hebben in 1156 tijdens de 1ste Zweedse Kruistocht.
In 1998, bracht de band een eerste demo uit: Taiston Tie. Stichtende leden waren Jussi Wickström en Mathias “Warlord” Nygard.
De band wijzigde in de loop naar de release van hun 2de demo (in 1999) hun naam naar Turisas, genoemd naar Iku-Turso, een zeemonster uit Finse mythologie.
In 2001 bracht Turisas een eerste ep uit, genaamd The Heart of Turisas. Deze ep had een gelimiteerde oplage van 500 kopieën en werd onder eigen beheer uitgebracht.

### Eerste albums (2003-2007)
In december 2003 werd aangekondigd dat de band een lange-termijndeal tekende bij Century Media, waarna in 2004 de release van hun eerste album, Battle Metal, volgde. Dit album betekende meteen een eerste commercieel succes voor de band.
In 2007 werd To Holmgard en Beyond, de eerste single van hun 2de album The Varangian Way uitgebracht op een sampler ter promotie van nieuwe albums die zouden verschijnen onder Century Media.
De release van de single zelf volgde in mei 2007 waarna een maand later het album volgde. Dit album werd een commercieel succes, en leverde hen o.a. een optreden op tijdens de Metal Hammer Golden Gods Awards. Van dit optreden werd een opname uitgebracht als bijlage van de 170ste editie van Metal Hammer.

### Live-dvd, documentaire en albums (2007-2013)

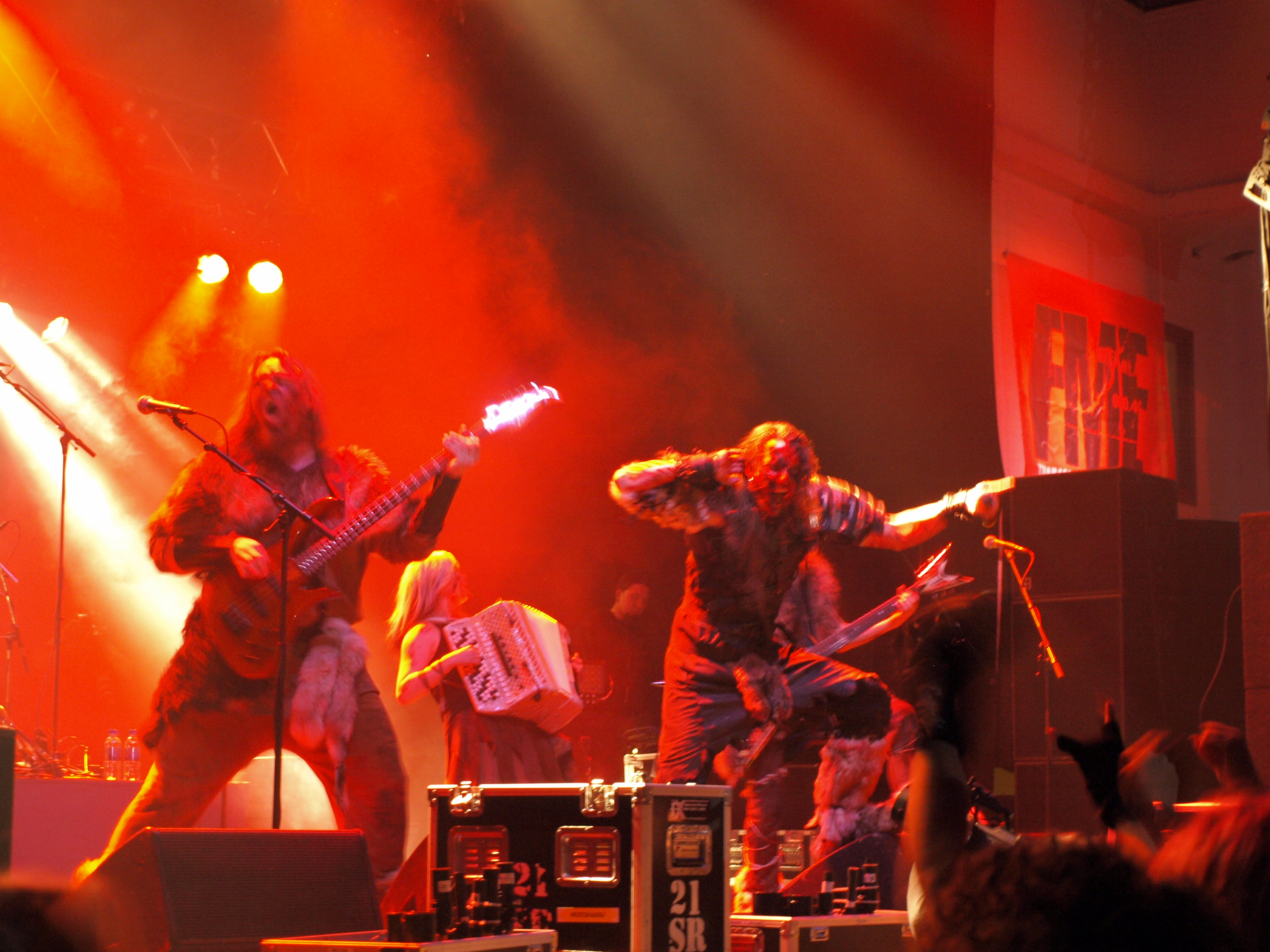
Turisas in 2008

In 2008 bracht de band A Finnish Summer with Turisas uit, een live-dvd en documentaire over hun zomertour in 2008. De live-opnames werden opgenomen tijdens hun optredens tijdens Finse festivals Ruisrock, Nummirock, Ilosaarirock, Wanaja en Voimasointu in 2008. Er werd ook een deluxe-editie uitgebracht, waarbij een heruitgave van Battle Metal zat.
In 2011 volgde hun 3de album, Stand Up and Fight. Ook dit album werd een commercieel succes, grotendeels vanwege de titelsong.
In 2013 volgde hun 4de album, Turisas2013. Dit album werd een commerciële flop, grotendeels doordat de band te veel afstand nam van de sound uit hun vorige albums, en meer aanleunde aan een commerciëlere sound.

### Onduidelijkheid (2013-nu)
In 2014 kondigde Mathias aan dat ze bezig waren met nieuwe muziek, maar dat het album verre van klaar is. Het kwam echter nooit tot een release. Desondanks bleef de band touren tot 2019, met nog twee optredens in 2020. Er werden tevens steeds minder updates geplaatst op hun sociale media, tot ze uiteindelijk  hun Facebook-pagina verwijderden. Hun website en webshop staat echter wel nog online, maar de laatste nieuwsupdate werd in maart 2022 gepubliceerd. De band bracht toen namelijk een gelimiteerde heruitgave uit van hun eerste drie albums om geld in te zamelen voor de Oorlog in Oost-Oekraïne.

## Bandleden
Laatst bekende line-up
- Mathias “Warlord” Nygård - Zang en elektronica
- Jussi Wickström - Gitaar en Backing Vocals
- Olli Vänskä - Viool en Backing Vocals
- Jesper Anastasiadis - Basgitaar
- Jaako Jakku - Drums

## Discografie
| Titel                | Jaar | Type  | Opmerking  | Label                 |
| -------------------- | ---- | ----- | ---------- | --------------------- |
| Taiston Tie          | 1998 | Demo  | Als Köyliö | Eigen Beheer          |
| Promo                | 1999 | Demo  |            | Eigen Beheer          |
| The Heart of Turisas | 2001 | EP    |            | Eigen beheer          |
| Battle Metal         | 2004 | Album |            | Century Media Records |
| The Varangian Way    | 2007 | Album |            | Century Media Records |
| Stand Up and Fight   | 2011 | Album |            | Century Media Records |
| Turisas2013          | 2013 | Album |            | Century Media Records |